# Liste der denkmalgeschützten Objekte in Sankt Georgen im Lavanttal
Die Liste der denkmalgeschützten Objekte in Sankt Georgen im Lavanttal enthält die 6 denkmalgeschützten, unbeweglichen Objekte der Gemeinde Sankt Georgen im Lavanttal.

## Denkmäler
| Foto |                 | Denkmal | Standort                                             | Beschreibung | Metadaten |
| ---- | --------------- | --- | ---------------------------------------------------- | --- | --- |
| ja   | Datei hochladen | Kath. Filialkirche hl. Kreuz HERIS-ID: 53394 Objekt-ID: 61346                                                                              | bei Andersdorf 18 Standort KG: Andersdorf            | Die Kirche ist ein barocker Bau mit vorgestelltem Westturm und eingezogenem Chor. Langhaus und Chor sind kreuzgratgewölbt. Deckenmalereien stammen von Ende des 19. Jahrhunderts. Zur Einrichtung zählen Kreuzaltar, Kanzel, Allerseelenrelief und ein Posaunenengel (alle aus dem 18. Jahrhundert). | BDA-Hist.: Q1385374 Status: § 2a Stand der BDA-Liste: 2025-06-30 Name: Kath. Filialkirche hl. Kreuz GstNr.: .1 |
| ja   | Datei hochladen | Kalvarienbergkapelle und Kreuzwegstationen HERIS-ID: 55042 Objekt-ID: 63528                                                                | Unterrainz 12, westlich von Standort KG: Herzogberg  | In mehreren Etappen wurde im 19. Jahrhundert eine Kreuzwegstation zu einer Kapelle mit eingezogenem halbrunden Chor und Glockentürmchen erweitert. Die Malereien an der Kapelle von Fantoni entstanden ebenso wie große geschnitzte Christusfiguren an der Kapelle und an einer der Kreuzwegstationen um 1880. | BDA-Hist.: Q38063464 Status: § 2a Stand der BDA-Liste: 2025-06-30 Name: Kalvarienbergkapelle und Kreuzwegstationen GstNr.: 738, 713, 714, .65, .66 Kalvarienberg Unterrainz                                                           |
| ja   | Datei hochladen | Römischer Gutshof HERIS-ID: 79586 Objekt-ID: 93279                                                                                         | Raggane 2 Standort KG: Raggane                       | Schon in den 1930er Jahren wurden Teile eines etwa 1 ha umfassenden römischen Gutshofs freigelegt: Bruchsteinmauern von Wohn- und Wirtschaftsgebäuden sowie eine Badeanlage, Keramik und einzelne Eisengeräte. | BDA-Hist.: Q38171560 Status: § 2a Stand der BDA-Liste: 2025-06-30 Name: Römischer Gutshof GstNr.: 613 |
| ja   | Datei hochladen | Kath. Pfarrkirche hl. Georg, Karner und Kirchhof mit in die Mauer integriertem römischem Inschriftenstein HERIS-ID: 54659 Objekt-ID: 63023 | Kirchplatz 1 Standort KG: St. Georgen-Hartneidstein  | Die Kirche mit mächtigem romanischem Chorturm geht im Kern auf das 12./13. Jahrhundert zurück. Der Chor wurde im 14. Jahrhundert kreuzrippengewölbt. Die Kirche wurde barock nach Westen verlängert. Die Altäre stammen aus dem 18. Jahrhundert, einige der Figuren und das Hochaltarblatt hl. Georg sind jünger. Der gotische runde Karner mit Rechteckapsis wurde als Aufbahrungshalle adaptiert. In der Friedhofsmauer ist eine römerzeitliche Grabinschrift. | BDA-Hist.: Q2083034 Status: § 2a Stand der BDA-Liste: 2025-06-30 Name: Kath. Pfarrkirche hl. Georg, Karner und Kirchhof mit in die Mauer integriertem römischem Inschriftenstein GstNr.: .94, .95, 939 Kirche St Georgen im Lavanttal |
| ja   | Datei hochladen | Pfarrhof HERIS-ID: 54658 Objekt-ID: 63022                                                                                                  | Schulstraße 6 Standort KG: St. Georgen-Hartneidstein | | BDA-Hist.: Q38061829 Status: § 2a Stand der BDA-Liste: 2025-06-30 Name: Pfarrhof GstNr.: .98 |
| ja   | Datei hochladen | Römischer Steinbruch Spitzelofen HERIS-ID: 35966 Objekt-ID: 34812                                                                          | Spitzelofen Standort KG: Steinberg                   | Im ehemaligen Marmorsteinbruch sind römerzeitliche Abbauspuren und eine Weiheinschrift zu sehen. | BDA-Hist.: Q2311500 Status: Bescheid Stand der BDA-Liste: 2025-06-30 Name: Römischer Steinbruch Spitzelofen GstNr.: 587/3 Römischer Steinbruch Spitzelofen                                                                            |